# Schiffenberg (Rothaargebirge)
Der Schiffenberg ist ein Berg auf der Grenze zwischen Struthütten (Neunkirchen, Kreis Siegen-Wittgenstein) und Dermbach (Herdorf, Landkreis Altenkirchen) bzw. Nordrhein-Westfalen und Rheinland-Pfalz. Der Berg hat eine Höhe von 452,6 m und liegt zwischen Brachbach und Neunkirchen.
Südlich des Berges lag auf Struthüttener Gebiet die Grube „Dachs“, die 1812 in Betrieb war und 1868 stillgelegt wurde. Der „Dachser Erbstollen“ hatte eine Länge von 658 m. 1831 konsolidierte die Grube. Braun-, Spateisenstein und Kupfererz wurden abgebaut. Außer der Grube Dachs gab es noch diverse Gruben in der Nähe auf Herdorfer Grund.